# Copa Latina 2013 (voleibol)
La V Copa Latina se llevó a cabo del 9 de mayo al 12 de mayo de 2013 en el Coliseo Eduardo Dibós, en la ciudad de Lima, Perú. La selecciones de Colombia y Perú representaron a la Confederación Sudamericana de Voleibol y las de México y República Dominicana, a la NORCECA.

## Equipos participantes
- Colombia
- México
- Perú
- República Dominicana

## Primera fase

### Resultados
| Fecha      | Encuentro                       | Resultado | Set   | Set   | Set   | Set   | Set   | Puntuación total |
| Fecha      | Encuentro                       | Resultado | 1     | 2     | 3     | 4     | 5     | Puntuación total |
| ---------- | ------------------------------- | --------- | ----- | ----- | ----- | ----- | ----- | ---------------- |
| 09-05-2013 | Perú - Colombia                 | 3-1       | 23-25 | 25-23 | 25-12 | 29-27 |       | 102-86           |
| 09-05-2013 | México - República Dominicana   | 3-2       | 25-18 | 25-17 | 16-25 | 21-25 | 15-9  | 102-100          |
| 10-05-2013 | Perú - México                   | 1-3       | 25-20 | 15-25 | 21-25 | 23-25 |       | 84-95            |
| 10-05-2013 | Colombia - República Dominicana | 3-1       | 25-11 | 24-26 | 25-19 | 25-22 |       | 99-78            |
| 11-05-2013 | Perú - República Dominicana     | 2-3       | 25-13 | 23-25 | 25-14 | 21-25 | 13-15 | 107-100          |
| 11-05-2013 | México - Colombia               | 1-3       | 23-25 | 17-25 | 25-19 | 21-25 |       | 86-94            |

### Clasificación
| Pos | Equipo               | PJ | PG | PP | SF | SC | PTS |
| --- | -------------------- | -- | -- | -- | -- | -- | --- |
| 1   | Colombia             | 3  | 2  | 1  | 7  | 5  | 6   |
| 2   | República Dominicana | 3  | 2  | 1  | 7  | 7  | 4   |
| 3   | México               | 3  | 1  | 2  | 6  | 7  | 4   |
| 4   | Perú                 | 3  | 1  | 2  | 6  | 7  | 4   |

## Fase final

### Tercer lugar
| Fecha    | Encuentro     | Resultado | Set   | Set   | Set   | Set   | Set | Puntuación total |
| Fecha    | Encuentro     | Resultado | 1     | 2     | 3     | 4     | 5   | Puntuación total |
| -------- | ------------- | --------- | ----- | ----- | ----- | ----- | --- | ---------------- |
| 26-05-13 | Perú - México | 1-3       | 21-25 | 21-25 | 26-24 | 18-25 |     | 86-99            |

### Final
| Fecha    | Encuentro                       | Resultado | Set   | Set   | Set   | Set | Set | Puntuación total |
| Fecha    | Encuentro                       | Resultado | 1     | 2     | 3     | 4   | 5   | Puntuación total |
| -------- | ------------------------------- | --------- | ----- | ----- | ----- | --- | --- | ---------------- |
| 26-05-13 | Colombia - República Dominicana | 3-0       | 25-17 | 25-11 | 25-15 |     |     | 75-43            |

## Clasificación general
| Pos | Equipo               |
| --- | -------------------- |
| 1   | Colombia             |
| 2   | República Dominicana |
| 3   | México               |
| 4   | Perú                 |